# Nikon D100

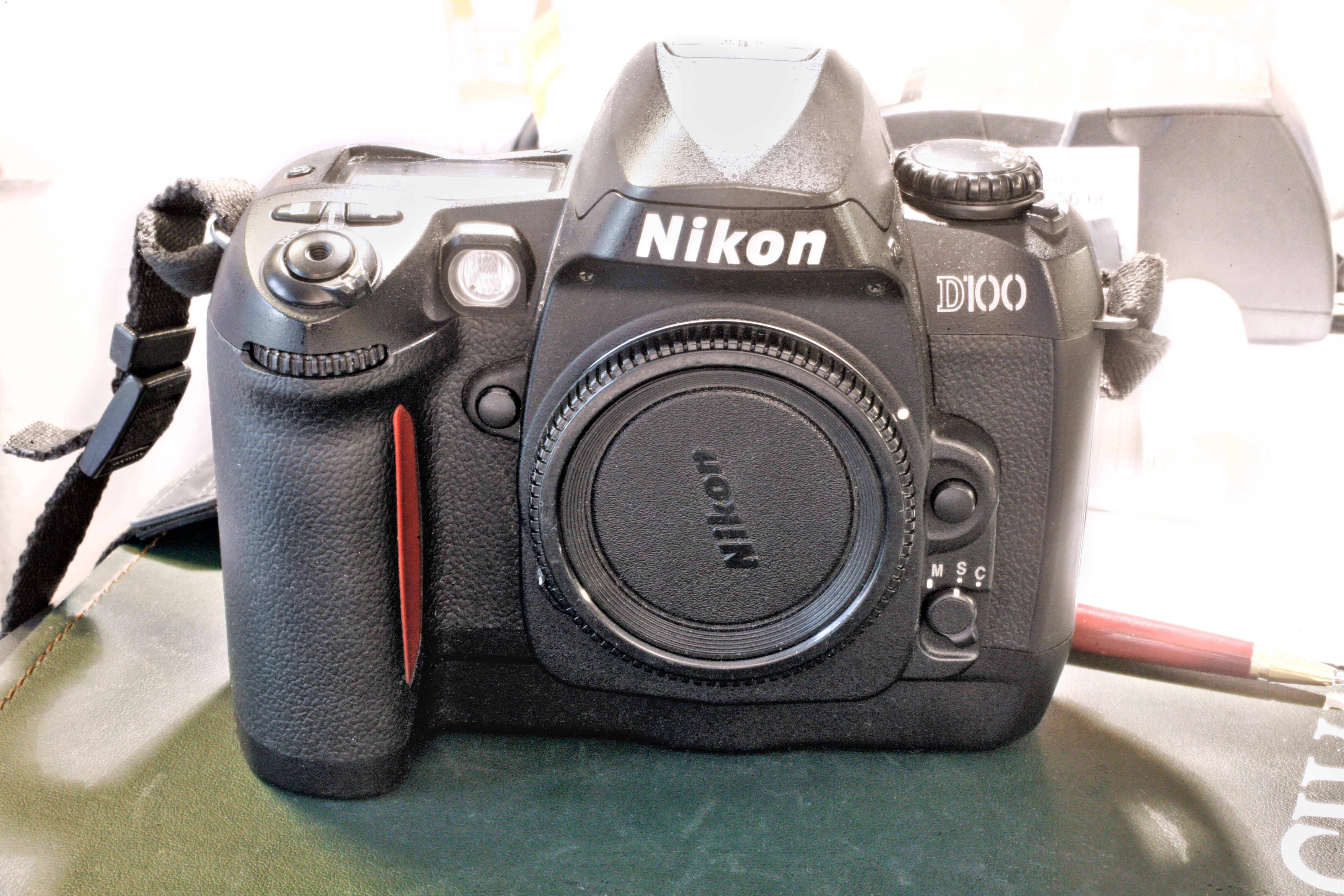
Nikon D100

Nikon D100 är en digital systemkamera med 6 megapixel och autofokus tillverkad av Nikon. Den lanserades 2002 och tillverkades fram till 2005.